# Вриньї (Орн)
Вриньї́, Вріньї (фр. Vrigny) — колишній муніципалітет у Франції, у регіоні Нормандія, департамент Орн. Населення — 341 осіб (2011).
Муніципалітет був розташований на відстані близько 175 км на захід від Парижа, 65 км на південний схід від Кана, 29 км на північ від Алансона.

## Історія
До 2015 року муніципалітет перебував у складі регіону Нижня Нормандія. Від 1 січня 2016 року належав до нового об'єднаного регіону Нормандія.
1 січня 2015 року Вриньї, Марсе, Сен-Кристоф-ле-Жажоле i Сен-Луає-де-Шам було об'єднано в новий муніципалітет Буашампре.

## Демографія
Динаміка населення (INSEE ):
Розподіл населення за віком та статтю (2006):
| Стать | Всього | До 15 років | 15-24 | 25-44 | 45-64 | 65-85 | Понад 85 |
| --- | ------ | ----------- | ----- | ----- | ----- | ----- | -------- |
| Чоловіки | 180    | 60          | 8     | 40    | 52    | 20    | 0        |
| Жінки | 152    | 20          | 4     | 48    | 60    | 16    | 4        |
| \| Статево-вікова піраміда \| Статево-вікова піраміда \| Статево-вікова піраміда \| \| ----------------------- \| ----------------------- \| ----------------------- \| \| Чоловіки \| Вік \| Жінки \| \| 0 \| 85 + \| 4 \| \| 0 \| 80-84 \| 8 \| \| 0 \| 75-79 \| 4 \| \| 8 \| 70-74 \| 0 \| \| 12 \| 65-69 \| 4 \| \| 12 \| 60-64 \| 12 \| \| 8 \| 55-59 \| 20 \| \| 16 \| 50-54 \| 20 \| \| 16 \| 45-49 \| 8 \| \| 4 \| 40-44 \| 4 \| \| 12 \| 35-39 \| 4 \| \| 12 \| 30-34 \| 20 \| \| 12 \| 25-29 \| 20 \| \| 0 \| 20-24 \| 4 \| \| 8 \| 15-20 \| 0 \| \| 8 \| 10-14 \| 8 \| \| 28 \| 5-9 \| 4 \| \| 24 \| 0-4 \| 8 \| |        |             |       |       |       |       |          |
| Статево-вікова піраміда |        |             |       |       |       |       |          |
| Чоловіки | Вік    | Жінки       |       |       |       |       |          |
| 0 | 85 +   | 4           |       |       |       |       |          |
| 0 | 80-84  | 8           |       |       |       |       |          |
| 0 | 75-79  | 4           |       |       |       |       |          |
| 8 | 70-74  | 0           |       |       |       |       |          |
| 12 | 65-69  | 4           |       |       |       |       |          |
| 12 | 60-64  | 12          |       |       |       |       |          |
| 8 | 55-59  | 20          |       |       |       |       |          |
| 16 | 50-54  | 20          |       |       |       |       |          |
| 16 | 45-49  | 8           |       |       |       |       |          |
| 4 | 40-44  | 4           |       |       |       |       |          |
| 12 | 35-39  | 4           |       |       |       |       |          |
| 12 | 30-34  | 20          |       |       |       |       |          |
| 12 | 25-29  | 20          |       |       |       |       |          |
| 0 | 20-24  | 4           |       |       |       |       |          |
| 8 | 15-20  | 0           |       |       |       |       |          |
| 8 | 10-14  | 8           |       |       |       |       |          |
| 28 | 5-9    | 4           |       |       |       |       |          |
| 24 | 0-4    | 8           |       |       |       |       |          |

## Економіка
2010 року серед 209 осіб працездатного віку (15—64 років) 151 була активною, 58 — неактивними (показник активності 72,2%, у 1999 році було 69,0%). З 151 активної мешканців працювало 136 осіб (71 чоловік та 65 жінок), безробітними було 15 (7 чоловіків та 8 жінок). Серед 58 неактивних 13 осіб було учнями чи студентами, 31 — пенсіонерами, 14 були неактивними з інших причин.

У 2010 році в муніципалітеті числилось 142 оподатковані домогосподарства, у яких проживали 338,0 особи, медіана доходів виносила 18 657 євро на одного особоспоживача